# Кинг Пауэр (стадион)
«Кинг Па́уэр» (англ. King Power Stadium) — футбольный стадион в Лестере, домашняя арена клуба «Лестер Сити». В эксплуатацию введён 23 июля 2002 года, заменив собой старую клубную площадку «Филберт Стрит». Иногда на «Кинг Пауэр» проводит свои матчи регбийный клуб «Лестер Тайгерз». На матчах по регби может присутствовать больше зрителей так как нет необходимости разделять гостевых и домашних болельщиков. Ранее назывался «Уо́керс» (Walkers Stadium).
3 июня 2003 года на стадионе состоялась товарищеская игра между сборными Англии и Сербии и Черногории, завершившаяся победой англичан со счетом 2:1 (Стивен Джерард и Джо Коул забили по голу в том матче).
После завершения строительства у «Лестер Сити» набралось долгов на £30 млн. Чтобы избежать финансового краха клуба руководство было вынуждено ввести внешнее управление вскоре после переезда на новое место. В результате продажи стадиона американской компании Teachers Insurance (TIAA-CREF), клуб выручил порядка 28 млн. фунтов.
Компания «Birse Construction», которая осуществляла строительство, не получила причитающиеся ей деньги и отказалась в дальнейшем работать на строительстве стадионов. Первым отказ от постройки новой арены получил клуб «Ковентри Сити» — главный соперник «Лестера».
Старое название стадиона связано с бывшим титульным спонсором «лис» — производителем снэков Walkers (входящим как часть Frito-Lay в холдинг PepsiCo). В 2002 году с Walkers был заключен 10-летний контракт о названии стадиона, а в 2007 году договор был продлён еще на 10 лет до 2017 года. Первоначально планировалось назвать стадион «Уокерс Боул», но болельщики выступили против, посчитав название слишком «американским», в результате было решено остановиться на варианте «Уокерс Стэдиум».
В июле 2011 года новый владелец «Лестера», тайский бизнесмен Вишай Шривадданапрабха, переименовывает арену в «Кинг Пауэр Стэдиум» в честь своей фирмы — King Power International Co., сети торговых центров беспошлинной торговли.